# Vozrojdionni
Vozrojdionni (en rus: Возрождённый) és un poble (un possiólok) de l'óblast de Rostov, a Rússia, que en el cens del 2010 tenia 379 habitants, pertany al districte d'Aksai.